# Прапор Тур'я
Прапор Тур'я — офіційний символ села Тур'є, Самбірського району Львівської області, затверджений 29 червня 2003 року рішенням сесії сільської ради.
Автор — А. Гречило.

## Опис
Квадратне біле полотнище, на якому три чорні голови турів анфас із червоними очима та рогами, дві над однією.

## Зміст
Тури є номінальним символом і вказують на назву поселення.